# Mirzəcəfərli
Mirzəcəfərli è un comune dell'Azerbaigian situato nel distretto di Bərdə. Conta una popolazione di 546 abitanti.